# Bill Roycroft
James William "Bill" George Roycroft (Flowerdale, 17 maart 1915 – 29 mei 2011) was een Australisch ruiter. Roycroft nam deel aan 5 successieve edities van de Olympische Zomerspelen van 1960 tot 1976.
Tijdens de Olympische Zomerspelen van 1960 kwam hij na een blessure terug deelnemen waardoor Australië de gouden medaille won in het team eventing. Hierna won hij nog tweemaal de bronzen medaille in hetzelfde evenement, dit in 1968 en in 1976.
In 2000 was Roycroft een van de acht dragers van de Olympische vlag tijdens de openingsceremonie van de Olympische Zomerspelen in Sydney.
Hij overleed op 29 mei 2011, toen was hij de oudste nog levende Australische olympiër.